# Sophronica reducta
Sophronica reducta là một loài bọ cánh cứng trong họ Cerambycidae.